# Parotis deidoalis
Parotis deidoalis là một loài bướm đêm trong họ Crambidae.